# Horologium
Horologium (Hor), o Relógio, é uma constelação do hemisfério celestial sul. O genitivo, usado para formar nomes de estrelas, é Horologii. É uma das 14 constelações criadas pelo astrônomo francês Nicolas Louis de Lacaille no século XVIII.
As constelações vizinhas são Caelum, Eridanus, Hydrus, Reticulum e Dorado.

## História
Horologium foi criada no século XVIII por Nicolas Louis de Lacaille. Ele originalmente a denominou Horologium Oscillitorium, nome em latim para o relógio de pêndulo, em referência ao seu inventor Christiaan Huygens e seu livro Horologium Oscillatorium.

## Estrelas
Horologium não tem estrelas brilhantes. Alpha Horologii, uma gigante laranja de magnitude 3,9 a 117 anos-luz da Terra é a estrela mais brilhante. Beta Horologii é uma gigante branca de mangnitude 5 a 314 anos-luz da Terra. Horologium tem várias estrelas variáveis. R Horologii é uma gigante vermelha variável Mira a 1000 anos-luz da Terra. Ela tem uma magnitude mínima de 14,3 e máxima de 4,7. Seu período é de aproximadamente 13 meses.

## Céu profundo
Horologium não contém muitos objetos de céu profundo. Há alguns aglomerados globulares na constelação como NGC 1261 de magnitude 8 a 44 mil anos-luz da Terra. O aglomerado Arp-Madore 1 está nesta constelação, sendo o mais distante aglomerado globular na Via Láctea a uma distância de 398 mil anos-luz.